# Iaroslava Mahucih
Iaroslava Mahucih (în ucraineană Ярослава Магучіх; n. 19 septembrie 2001, Dnipropetrovsk, Ucraina) este o atletă ucraineană de talie mondială, specializată în sărituri în înălțime.

## Carieră
Atleta s-a apucat de atletism la vărsta de 13 ani. Prima ei performanță notabilă a fost medalia de aur la Campionatul Mondial de Juniori din 2017 egalând recordul național de 1,92 m, când a avut 15 ani. Apoi a câștigat titlurile la Festivalul Olimpic al Tineretului European, la Campionatul European de Juniori (sub 18) din 2018, la Jocurile Olimpice de Tineret din 2018 și la Campionatul European de Juniori (sub 20) din 2019.
În anul 2019 ea a partipat pentru prima oară la Campionatul Mondial de Seniori. La Doha a cucerit medalia de argint în urma Mariei Lasițkene, stabilind un nou record mondial de juniori cu o săritură de 2,04 m. După acel sezon a fost desemnată „cel mai bun star în ascensiune al anului” de către Asociația Internațională a Federațiilor de Atletism. La începutul anului 2020 sportiva a îmbunătățit și de două ori recordul mondial de juniori în sală (2,01 m și 2,02 m) dar atât Campionatul Mondial în sală cât și Jocurile Olimpice nu au avut loc în acel an din cauza pandemiei de COVID-19.

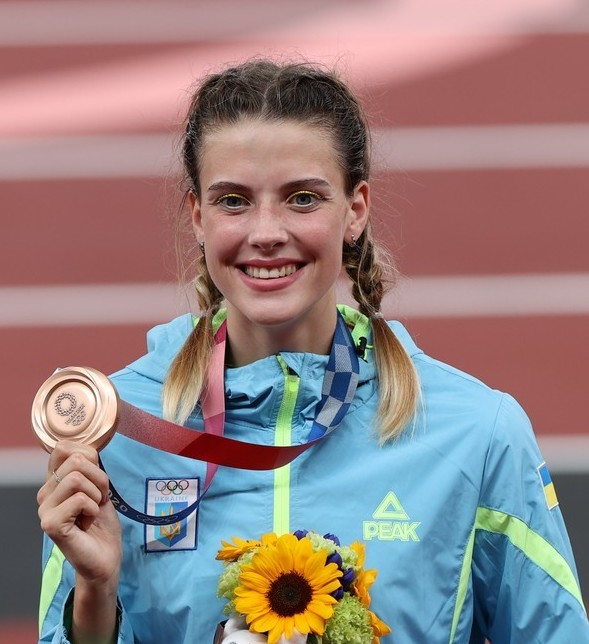
La JO de la Tokio (2021)

Pe 2 februarie 2021 ucraineanca a trecut peste 2,06 m la reuniunea de la Banská Bystrica, reușind a treia cea mei bună performanță din toate timpurile. Apoi a căștigat medalia de aur la Campionatul European în sală de la Toruń în fața compatriotei Irina Herașcenko. La Jocurile Olimpice de la Tokio a obținut medalia de bronz. Anul următor, la scurt timp după invaziei Rusiei în Ucraina ea a cucerit la Belgrad titlul la Campionatul Mondial în sală, trecând peste 2,02 m. Tot în 2022 a câștigat medalia de argint la Campionatul Mondial de la Eugene, la egalitate cu australianca Eleanor Patterson, și medalia de aur la Campionatul European de la München.
În anul 2023 Iaroslava Mahucih a cucerit titlurile la Campionatul European în sală de la Istanbul și la Campionatul Mondial de la Budapesta. La Campionatul Mondial în sală din 2024 s-a clasat pe locul 2. În același an a câștigat titlul la Campionatul European de la Roma. Ulterior ea a stabilit recordul mondial cu o săritură de 2,10 m, îmbunătățind vechiul record al bulgăroaicei Stefka Kostadinova, stabilit în anul 1987. La Jocurile Olimpice de la Paris a cucerit medalia de aur în fața australiencei Nicola Olyslagers.
Sportiva a fost decorată cu Ordinul Prințesei Olga clasa a-III (2021) și Ordinul Prințesei Olga clasa a-II (2023).

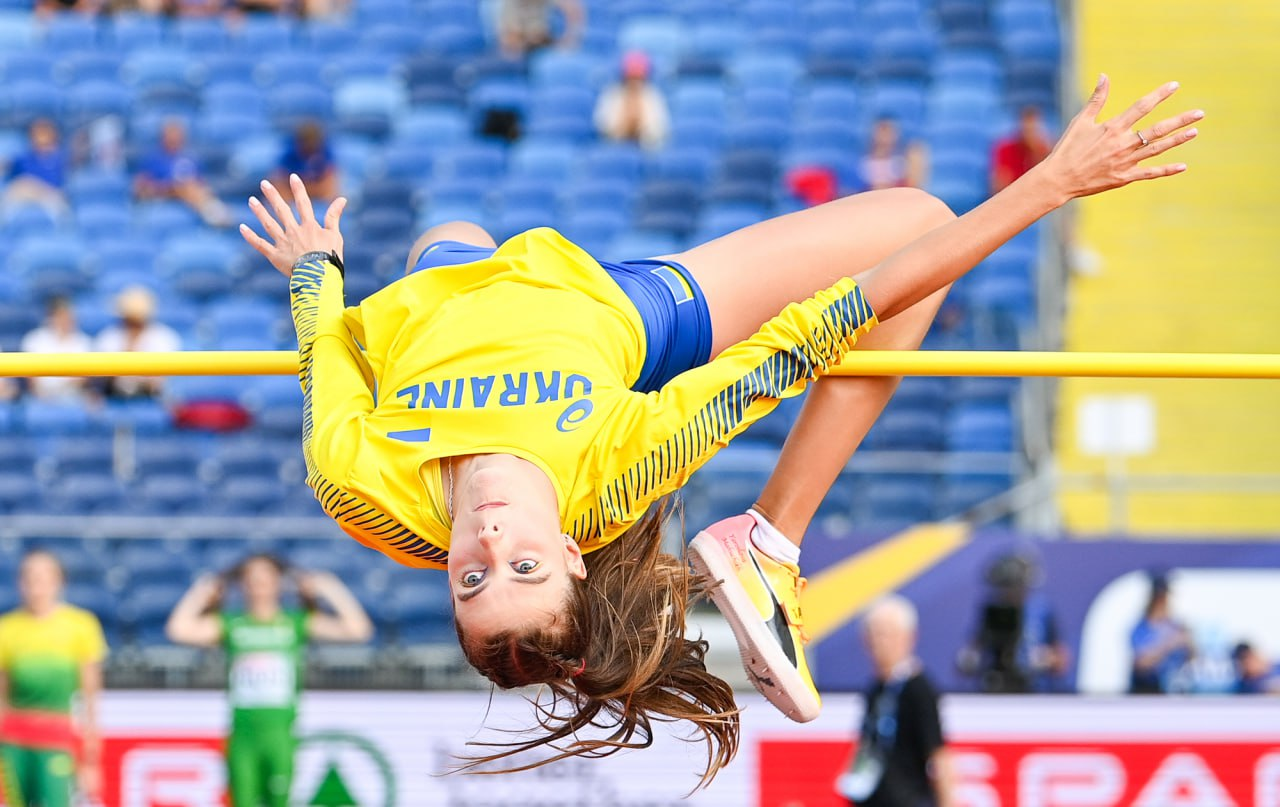
La Jocurile Europene din 2023

## Palmares
| An   | Competiție                                 | Locație                  | Loc | Note            |
| ---- | ------------------------------------------ | ------------------------ | --- | --------------- |
| 2017 | Campionatul Mondial de Juniori (sub 18)    | Nairobi, Kenya           | 1   | 1,92 m          |
| 2017 | Festivalul Olimpic al Tineretului European | Győr, Ungaria            | 1   | 1,89 m          |
| 2018 | Campionatul European de Juniori (sub 18)   | Győr, Ungaria            | 1   | 1,94 m          |
| 2018 | Jocurile Olimpice de Tineret               | Buenos Aires, Argentina  | 1   | 1,92 m + 1,95 m |
| 2019 | Campionatul European de Juniori (sub 20)   | Borås, Suedia            | 1   | 1,92 m          |
| 2019 | Campionatul Mondial                        | Doha, Qatar              | 2   | 2,04 m          |
| 2021 | Campionatul European în sală               | Toruń, Polonia           | 1   | 2,00 m          |
| 2021 | Campionatul European de Tineret (sub 23)   | Tallinn, Estonia         | 1   | 2,00 m          |
| 2021 | Jocurile Olimpice                          | Tokio, Japonia           | 3   | 2,00 m          |
| 2022 | Campionatul Mondial în sală                | Belgrad, Serbia          | 1   | 2,02 m          |
| 2022 | Campionatul Mondial                        | Eugene, Statele Unite    | 2   | 2,02 m          |
| 2022 | Campionatul European                       | München, Germania        | 1   | 1,95 m          |
| 2023 | Campionatul European în sală               | Istanbul, Turcia         | 1   | 1,98 m          |
| 2023 | Campionatul Mondial                        | Budapesta, Ungaria       | 1   | 2,01 m          |
| 2024 | Campionatul Mondial în sală                | Glasgow, Marea Britanie  | 2   | 1,97 m          |
| 2024 | Campionatul European                       | Roma, Italia             | 1   | 2,01 m          |
| 2024 | Jocurile Olimpice                          | Paris, Franța            | 1   | 2,00 m          |
| 2025 | Campionatul European în sală               | Apeldoorn, Țările de Jos | 1   | 1,99 m          |
| 2025 | Campionatul Mondial în sală                | Nanjing, China           | 3   | 1,95 m          |

1. ↑  s-a desfășurat în două etape

## Recorduri personale
| Probă                        | Performanță | Dată             | Locație         |
| ---------------------------- | ----------- | ---------------- | --------------- |
| Săritură în înălțime         | 2,10 m RM   | 7 iulie 2024     | Paris           |
| Săritură în înălțime în sală | 2,06 m RN   | 2 februarie 2021 | Banská Bystrica |

## Legături externe
Materiale media legate de Iaroslava Mahucih la Wikimedia Commons
- en Iaroslava Mahucih la World Athletics
- en Iaroslava Mahucih la Olympedia.org
- en  Iaroslava Mahucih la athleticspodium.com